# Pilaitė

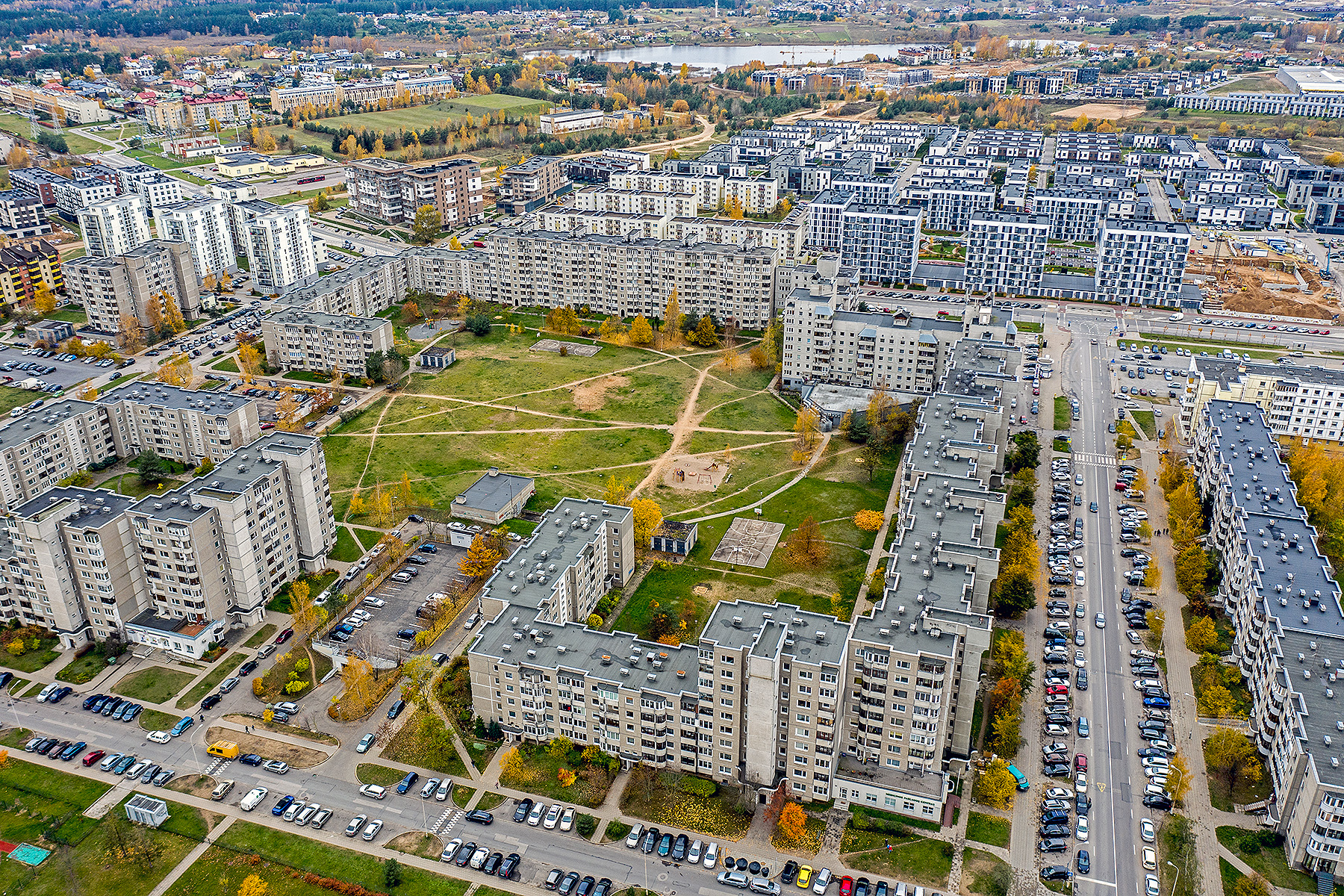
Luftbild

Pilaitė (polnisch Zameczek) ist ein Stadtteil von Vilnius, der im Nordwesten der Stadt liegt. Eine Straße in Pilaitė wurde nach Vydūnas benannt, die heute Vydūno g. heißt.  Zudem hat es noch zwei Seen in Pilaitė: Gilužis und Salotė. In Pilaitė findet man heute die letzten sowjetischen Wohnhäuser in Vilnius.

## Einrichtungen

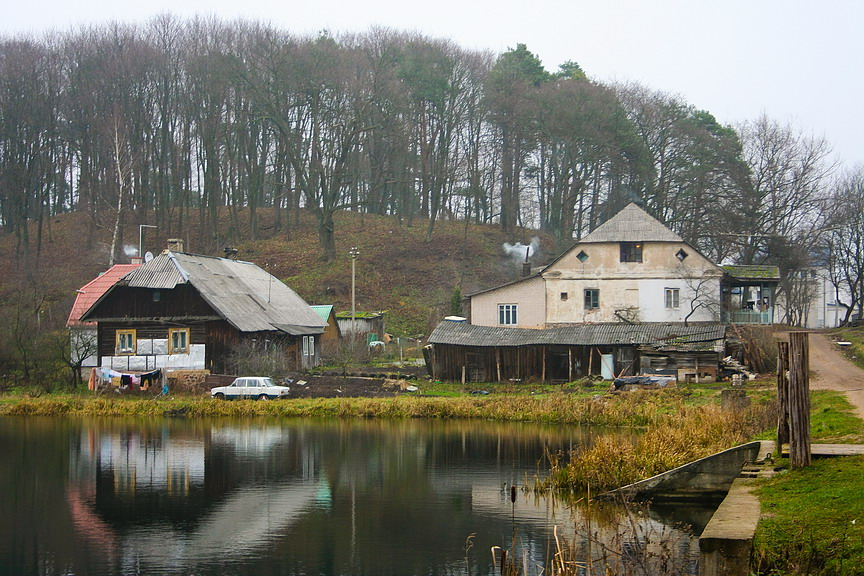
Gutshof Pilaitė vor dem Burghügel

Pilaitė hat zwei Mittelschulen (die  Pilaitės-Mittelschule Vilnius  und die  Martynas-Mažvydas-Mittelschule Vilnius). Es gibt die katholische St. Joseph-Kapelle. Seit 2016 wird die katholische St. Joseph-Kirche gebaut. Hier hat seinen Sitz der litauische Nachrichtendienst Valstybės saugumo departamentas.